# Ray Minshull
Raymond „Ray“ Minshull (* 15. Juli 1920 in Bolton; † 15. Februar 2005 in Southport) war ein englischer Fußballtorhüter. Als Ersatzmann hinter Stammkeeper Cyril Sidlow gehörte er zum Kader des FC Liverpool, der in der Saison 1946/47 die englische Meisterschaft gewann. Später arbeitete er als Trainer, vor allem ab den 1970ern im Jugendbereich des Lokalrivalen FC Everton.

## Sportlicher Werdegang
Der in Bolton geborene Minshull schloss sich Minshull im September 1946 dem in der Nähe gelegenen Erstligisten FC Liverpool an. Dort war er auf Anhieb Teil einer Mannschaft, die in der Saison 1946/47 die englische Meisterschaft gewann. Dabei stand er in sechs Ligapartien als Vertretung des etatmäßigen Stammtorhüters Cyril Sidlow zwischen den Pfosten, wobei vor allem sein letztes Spiel im April 1947 gegen Preston North End (3:0) in Erinnerung blieb, da er in diesem einen Elfmeter des späteren Liverpool-Trainers Bill Shankly parierte. Insgesamt reichte sein Beitrag jedoch für den offiziellen Erhalt einer Meistermedaille nicht aus und die Rolle des „Backups“ hinter Sidlow teilte er sich zudem mit Charlie Ashcroft, der jedoch im Monat von Minshulls Ankunft neun Gegentore in nur zwei Spielen kassiert hatte.
Minshull absolvierte bis Juli 1951 insgesamt 31 Pflichtspiele, bevor er nach Southport zurückkehrte, um dort als Schlussmann für den Drittligisten FC Southport zu agieren. Insgesamt bestritt er bis Dezember 1957 217 Ligapartien für Southport, bevor er zum Ligarivalen Bradford Park Avenue wechselte. Mit seinem neuen Klub musste er nach Ablauf der Saison 1957/58 im Rahmen der Einführung einer eingleisigen dritten Liga den Gang in die Viertklassigkeit antreten – dieses Schicksal ereilte auch den FC Southport. Nach einem weiteren Jahr ließ er als Spielertrainer der Wigan Rovers jenseits der Football League die aktive Laufbahn ausklingen.
Später arbeitete er als Trainer in Gibraltar und Österreich sowie für den englischen Fußballverband in der nordwestlichen Region des Landes. Im Januar 1969 kehrte er nach Liverpool in den Trainerstab zurück, bevor er sich in den 1970er-Jahren dem Lokalrivalen FC Everton anschloss und dort für die „Toffees“ im Jugendbereich zu engagieren. In seiner Ägide reiften bis in die 1980er hinein Talente wie Gary Stevens, Steve McMahon und Kevin Ratcliffe zu späteren Nationalspielern und/oder Europapokalsiegern. Er verstarb im Februar 2005 im Alter von 84 Jahren in seiner Wahlheimat Southport.